# Ove Sylvan

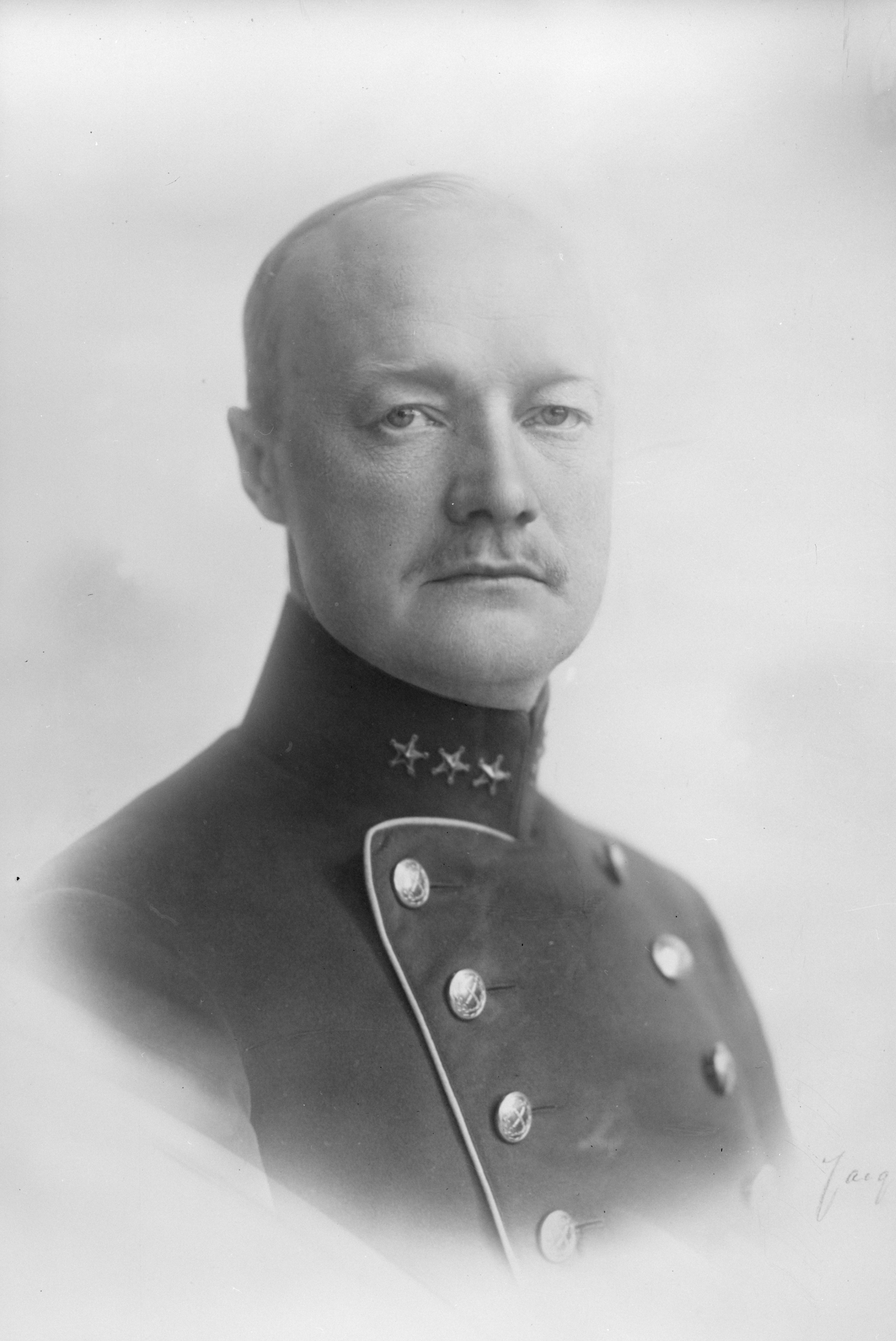
Ove Sylvan.

Ove Christian Sylvan, född den 15 mars 1881 i Malmö, död den 8 juni 1964 i Stockholm, var en svensk militär (generalmajor).

## Biografi
Sylvan blev underlöjtnant vid fortifikationen 1901, löjtnant 1904, kapten 1910, major 1921, överstelöjtnant 1926, överste i armén 1930, fortifikationsstabsofficer och chef för materielbyrån i arméförvaltningens fortifikationsdepartement 1929, överste och chef 1. fortifikationsstaben 1932, generalmajor i armén och chef för fortifikationen (fortifikationskåren) 1934–1941. Han var under åren 1935–1936 ordförande i Militärsällskapet i Stockholm. Sylvan var ledamot av Kungliga Krigsvetenskapsakademien. 
Ove Sylvan var son till filosofie doktor Per Gustaf Sylvan (1827–1903) och Tina Löfvengren (1844–1893). Han var bror till överste Georg Sylvan, till generallöjtnant Per Sylvan och till generaldirektör Hakon Sylvan. Ove Sylvan gifte sig den 7 augusti 1934 med Margaretha Lundman (1891-1980).

## Utmärkelser
- Riddare av Svärdsorden (RSO), 1922.[3]
- Kommendör av andra klassen av Svärdsorden (KSO2kl), 16 juni 1933.[4]
- Kommendör av första klassen av Svärdsorden (KSO1kl), 6 juni 1934.[5]
- Kommendör av stora korset av Svärdsorden (KmstkSO), 15 november 1941.[6]
- Riddare av Vasaorden (RVO), 1928.[7]